# Эразмус

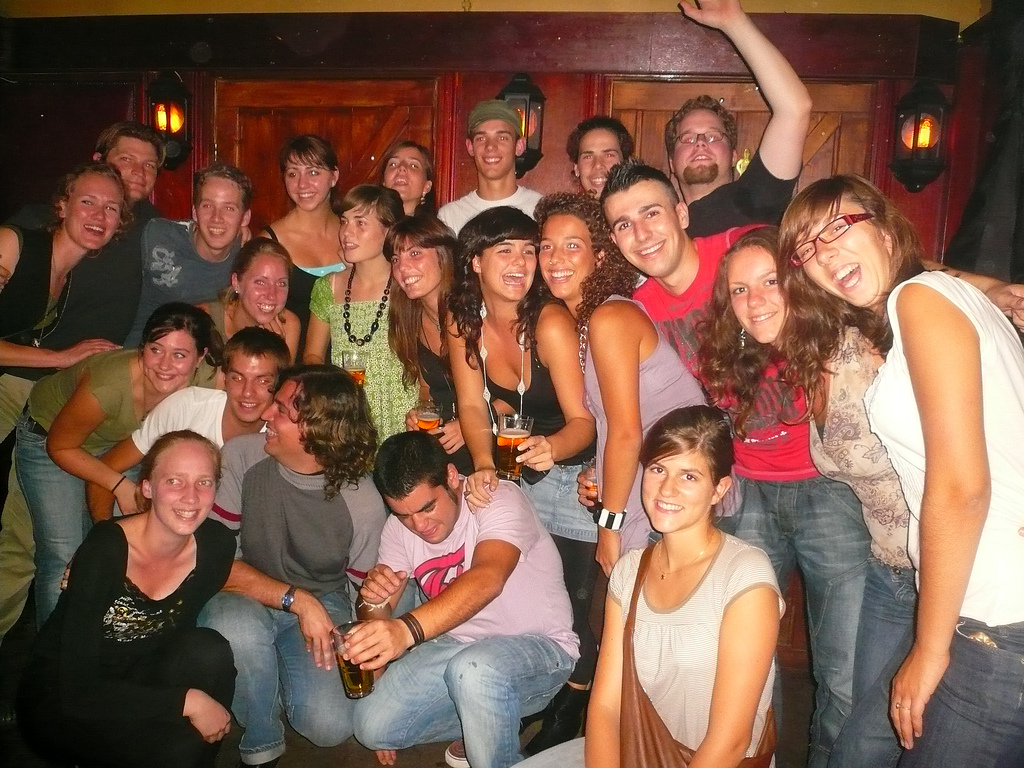
Студенты из 5 стран собрались в Гронингене, Нидерланды

Эразмус (англ. Erasmus) — некоммерческая программа Европейского союза по обмену студентами и преподавателями между университетами стран членов Евросоюза, а также Исландии, Лихтенштейна, Северной Македонии, Норвегии, Турции, Сербии. Программа предоставляет возможность обучаться, проходить стажировку или преподавать в другой стране, участвующей в программе. Сроки обучения и стажировки могут составлять от 3 месяцев до 1 года каждый, в сумме до 2 лет.
Эразмус входит в программу Евросоюза «Непрерывное образование 2007—2013» (англ. Lifelong Learning Programme 2007-2013).

## Цели программы
Основные цели программы «Эразмус» — повышение качества образования в Европе, развитие мобильности и культурных связей студентов европейских и соседних с ЕС стран. Эразмус предоставляет рамки для сотрудничества университетам и гарантирует участникам, что время, проведённое за рубежом, будет (при соблюдении условий программы) засчитано университетом по возвращении домой.
Европейская комиссия определяет следующие цели программы:
- Развивать студентов образовательно, лингвистически и культурно, с помощью обучения в других европейских странах;
- Расширять сотрудничество между институтами и обогащать образовательную среду принимающих учреждений;
- Способствовать развитию молодых людей как высококвалифицированных и непредубежденных будущих профессионалов с международным опытом.

## История создания

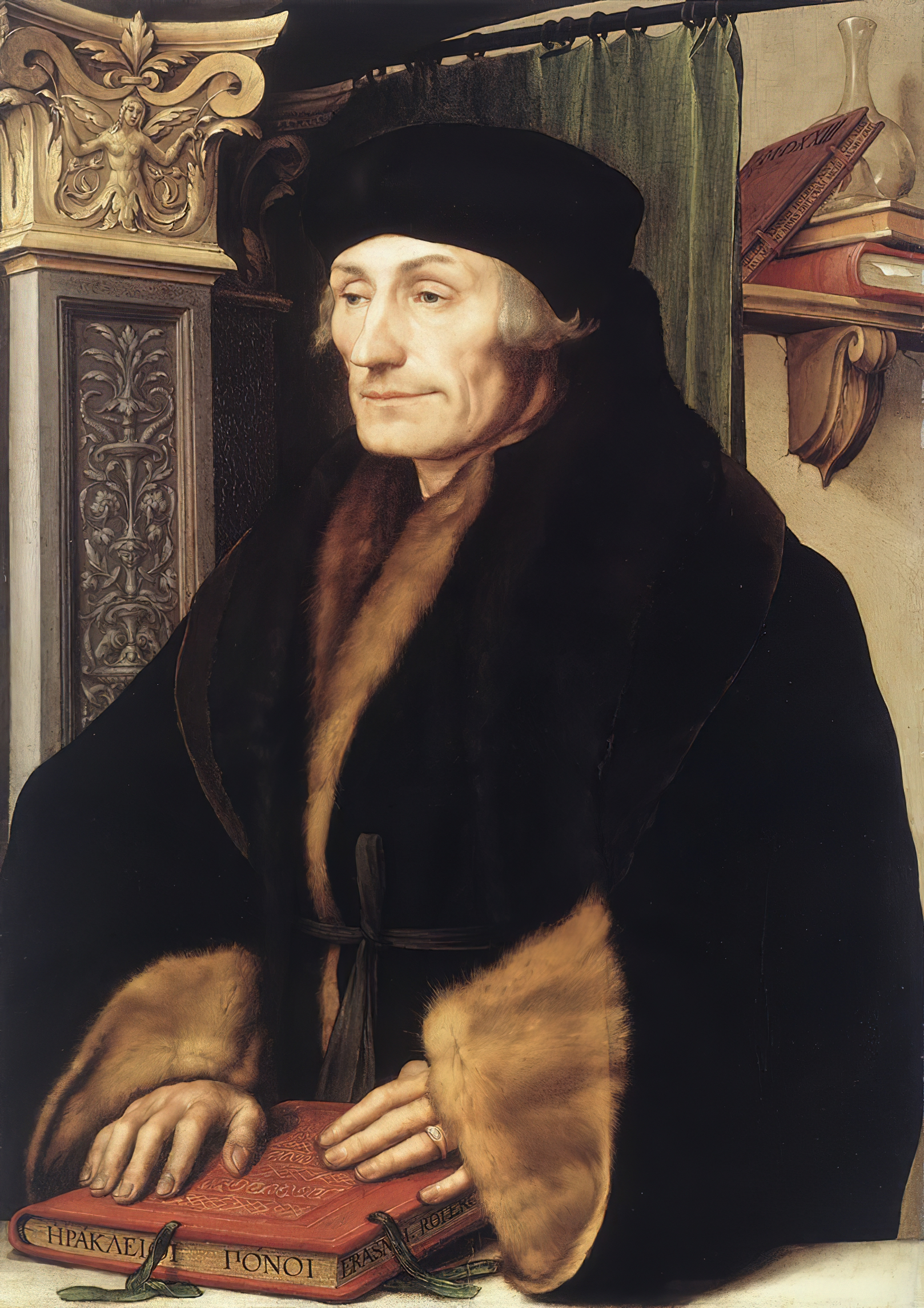
Эразм Роттердамский

Название программы произошло от имени голландского философа Эразма Роттердамского, известного оппонента догматизма, который, чтобы расширить свой кругозор и получить новые знания, жил и работал во многих местах Европы. После смерти он оставил всё своё состояние Базельскому университету. В то же время, слово Erasmus — это бэкроним, расшифровываемый как «Схема действия европейского сообщества для повышения мобильности студентов университетов» (англ. European Region Action Scheme for the Mobility of University Students).

## Участники
В программе Эразмус участвует более 4 тысяч образовательных учреждений из 33 стран. С момента запуска программы в 1987 году и по 2024 год её участниками стали более 16 млнстудентов. В 2010/2011 учебном году гранты на учёбу или стажировку за рубежом получили более 231 тысячи студентов.
Согласно данным Европейской комиссии, в 2011/2012 учебном году около 10 % европейских студентов прошли обучение по обмену за границей, в том числе около половины из них по программе Эразмус. На период 2022/2023 учебного года количество участников программы  «Erasmus+ » составило 1,6 миллиона человек, а бюджет на 2022 – 3.97 миллиардов евро Планируется, что в 2014/2015 учебном году количество участников вырастет до 5 млн человек, а в 2020 году участником программы станет каждый пятый европейский студент.
Испания, Франция и Германия входят в тройку стран, принявших наибольшее количество иностранных студентов Эразмус в 2010/2011 учебном году. Они же лидируют по количеству студентов, отправленных за рубеж. В соотношении к общему количеству студентов в стране больше всех на обучение в других странах отправил Люксембург.
К 2012 году самыми популярными направлениями у студентов не из ЕС были Франция, Испания и Великобритания. Среди студентов из ЕС обучаться в другие страны охотней других отправлялись испанцы. 61% всех студентов, получивших гранты были молодые женщины.

## Требования
Студенты зачисляются в программу на конкурсной основе. Студенты должны соответствовать следующим требованиям:
- учиться как минимум 2 учебных года в домашнем вузе;
- иметь средний балл выше определённого уровня;
- в достаточной мере владеть языком, на котором ведётся обучение в принимающем университете.

Выбор победителя проходит домашним университетом, а процесс отбора должен быть честным и прозрачным.
Участие в программе возможно только 1 раз для образовательной программы и 1 раз для рабочей практики.

## Финансирование
Студенты не оплачивают обучение в принимающем университете, все расходы покрываются Европейским союзом и домашним университетом. Большинство студентов Эразмус также получает стипендию на покрытие расходов на проживание за рубежом. Средний ежемесячный грант в 2010/2011 учебном году, предназначенный на покрытие части расходов на проживание, составил 250 евро.
В 2008/2009 академическом году, средний ежемесячный грант для студентов составил 433 евро.

## Культурный «опыт Эразмус»
Для многих европейских студентов участие в программе Эразмус — первая возможность пожить и поучиться за границей. Как следствие, «опыт Эразмус» известен как культурный феномен. Сюжет нескольких художественных кинофильмов (например французский к/ф Испанка) основан на жизни студентов по обмену. «Опыт Эразмус» рассматривается студентами не только как возможность получить дополнительное образование, но и как возможность социального развития и налаживания связей со сверстниками из других стран.

## Социальное значение
Некоторые европейские эксперты утверждают, что бывшие студенты Эразмуса укрепляют культурную интеграцию в Европе и помогают созданию общеевропейской идентичности. Европейские гражданские активисты считают, что программа способствует «единой Европе, основанной на солидарности между гражданами».

## Трудоустройство
Начиная с 2007 года программа поддерживает трудоустройство в зарубежных компаниях. В 2010/2011 академическом году каждый шестой участник программы (41 тыс. человек) воспользовались такой возможностью.
Работодатели обычно приветствуют наличие Эразмус в резюме кандидата, а участие университета в сети Эразмус все чаще учитывается студентами при выборе ВУЗа.

## Критика
Некоторые критики заявляют, что программа не способствует развитию навыков предпринимательства и обходится слишком дорого Евросоюзу.

## Проблема абортов
Каждый год Евросоюзу приходится выделять финансирование на проведение 2-3 тысяч абортов студентам находящимся по обмену в других странах. Деньги выделяются в одностороннем порядке лишь странами членами Евросообщества, и составляют в сумме до трети общего бюджета программы по обмену студентами. .

## Эразмус и Эразмус Мундус
«Эразмус Мундус» — отдельная программа, ориентированная на глобализацию европейского образования. В программу Эразмус Мундус, в отличие от программы Эразмус, принимаются университеты и студенты почти из всех стран мира. В программе могут участвовать как образовательные учреждения, так и отдельные студенты и преподаватели. Ежегодно ЕС определяет квоту на количество грантов, выдаваемых иностранным участникам.